# Pseudocoremia pungata
Pseudocoremia pungata är en fjärilsart som beskrevs av Felder och Alois Friedrich Rogenhofer 1874. Pseudocoremia pungata ingår i släktet Pseudocoremia och familjen mätare. Inga underarter finns listade i Catalogue of Life.